# 木村三郎 (益子焼の陶工)
木村 三郎（きむら さぶろう、1932年（昭和7年） 10月10日 - 2020年（令和2年）11月22日）は、日本の栃木県芳賀郡益子町の益子焼の陶工である。
窯元の名称は「木村三郎窯」。
「陶芸メッセ・益子」東門の2階渡り廊下に展示されている「益子焼の伝統的な釉薬」を解説するために並べられた6個の大きな壺を、「轆轤の手仕事」で作陶した人物として「手仕事フォーラム」主宰であった久野恵一
によって見出され、その素早く正確な轆轤捌きは観た人々を驚嘆させた。

## 生涯

### 生い立ち、そして「陶工の道」へ
1932年（昭和7年）10月10日、益子に生まれる。
1947年（昭和22年）、益子製陶所に入社し、15歳で陶工の道に入る。
窯元には4人の陶工職人がいて、先輩たちのやり方を見て仕事を覚えていった。益子焼の窯元では分業制を取っていないところもあり、木村は土練りから釉薬掛けまでの全行程を見様見真似で修得した。作陶作品は幅三間、12から13室もあった大きな登り窯で同僚たちの作品と一緒に焚いた。その頃の益子には熟練した轆轤挽きの陶工職人が数多くいた。陶器製品を数多く挽くための技術が必要とされ、その需要に応えるために互いに技術を競い合った。
当時は民藝ブーム真っ只中であり、作陶した日用雑器は瞬く間に売れていったという。当時の益子にはそういう民芸品を作陶する窯元が22から23ほどあり、全国各地に出荷していたという。
ところが民藝ブームが落ち着き、民芸品の需要が落ち込むと、益子の特産品であった行平や土鍋や茶壺などの「蓋もの」を轆轤挽く陶工が次第に少なくなり、1999年（平成11年）時点では蓋ものは殆ど鋳型で制作されるようになっていたという。
そんな「益子焼不況」の最中、1959年（昭和34年）、茨城県日立市の日立製作所の宿泊施設の一角にあった「大甕陶苑」に入社する。日立製作所の初代社長が、社内で使用したり、贈答のための品の「焼き物」を作陶しながら社員陶工として勤務した。この茨城県での勤務中に茨城県展に3回入選している。
その後、1973年（昭和48年）益子に帰郷し登り窯を築窯し独立。
1982年（昭和57年）には国が定めた「益子焼伝統工芸士」に認定された。
毎年、東京都の銀座で開かれていた益子焼のキャンペーングループ展では、当時の東京の空気の悪さのためか、必ず喉を痛めて益子に帰っていたという。
1996年（平成8年）10月25日に神奈川県横浜高島屋で行われた第13回伝統的工芸品月間国民会議関東甲信越静地区大会では、伝統的工芸品産業の振興に顕著な功績を上げた事に対して「伝統工芸士」として伝統的工芸品産業功労者関東通商産業局長表彰を受けた。
そして日用品的陶製食器の「数もの」の注文を休む暇なく轆轤を挽いてこなしながら、益子焼の伝統的な仕事や手法に忠実に「益子焼の商品」を作り続け、益子焼の轆轤による高度な技術を必要とする「蓋もの」の作陶技法を継承する陶工の第一人者となっていった。

### 見出された「魔法の手」
民藝の仕事に携わり、たびたび益子へも足を運びつつも、今一つ興味が湧かず、縁も無かった、後の「手仕事フォーラム」主宰となる久野恵一が、木村三郎を見出したのは平成に入ってからだった。
民藝協会の仕事として四本貴資から指示されて「日本の手仕事」を調査することになった久野は「もう一つ踏み込んで」調査するために益子を訪れた。
塚本製陶所で、既に機械製造となっていた「峠の釜飯」の「釜っこ」を手作りで作陶してもらうなどの活動をしていた。
そしてその頃、益子町の城跡に「歴史的な益子焼」を収蔵する歴史資料館的な町営施設「陶芸メッセ・益子」の運営が始まっていた。
その陶芸メッセ・益子の坂の上にある「陶芸メッセ・東門」の、2階の渡り廊下にある「益子焼の伝統的な釉薬」を解説するために置かれていた6個の味噌甕を見た時に、久野は衝撃を受けた。明らかに鋳型で作られたものでは無く、6個とも轆轤捌きにより成形された味噌甕であり、6個とも見事に同じ寸法であり、味噌甕本体は見た目よりも軽く出来上がっていた。
この6個の味噌甕の作り手を探すべく「陶芸メッセ・益子」の職員に聞いてみたものの「わからない」と返され、とある益子の著名な陶芸家にも聞いてみたが「そんな良い作り手が益子にいるとは聞いたことがない」と言われた。そしてこの時に知り合った益子の陶芸家である粕谷完二に掛け合って、益子のあちこちで聞いてみよう、と引き受けてくれた。
こうして「見出された」のが、「魔法の手」の持ち主である益子の陶工・木村三郎であった。
木村は日用品である皿や擂り鉢の他、土瓶や徳利や急須、そして甕や壺などの、轆轤の手仕事で挽くのは難しいとされる「袋物」や、「行平」「土鍋」「茶壺」などの「蓋もの」も得意としており、更に大きい陶器である「大物」を轆轤で挽くのを得意としていた。
また益子焼窯元共販センターの理事として、当時、共販センターで販売されていた皆川マスの孫娘である皆川ヒロによる陶画の「山水土瓶」の轆轤挽きも手掛けており、その仕事は皆川マスの陶画が描かれていた陶器製品よりも形が良く出来ていた。そして共販センターの客から注文を受けた「完全な手仕事による」困難な轆轤仕事を「轆轤で成形出来るものならなんでも注文を受ける」「鋳型で作る方が簡単だけど、自分の手で轆轤で挽いた方が早いから」と事も無げに答えながら、一手に引き受けていた。
そして依頼があれば「濱田庄司型の益子焼」も写真を見ながら制作していたという。
その木村による、素早く正確な轆轤捌きの仕事の確かさを自分の目で確かめた久野や、久野が皆に観てもらうために撮影した木村の轆轤捌きの動画を観た人々からは、「魔法の手」や「魔法」そのもの、そして「神技」とまで評されていた。
久野と出会った時の木村三郎は、既に60代後半の初老の陶工であった。そして久野が木村三郎を見出した時点で、濱田庄司が持ち込んだ「自由な作陶の気風」に溢れた土地柄になったが故に、益子には「木村三郎のような完璧な轆轤職人」はいなくなってしまっていたといわれている。
また高い技術を持ちながら決して威張ることはなく、それでいて常に悠然として動じず全身に自信を漲らせている「懐がとても深い人」であり、2011年（平成23年）3月11日に発生した東日本大震災で、益子焼のありとあらゆるものが甚大な被害を受けた時も、心配を掛けたくなかったからか「大したこと無いよ」と伝える気遣いが出来る人柄の持ち主だった。
それからの木村三郎は、久野恵一が主宰し開いた「手仕事フォーラム」の、新規商品開発や、研究や顕彰も含めた様々な仕事に、その晩年まで協力していった
。
そして2020年（令和2年）11月22日、病のため逝去した。享年88であった。

## 家族
木村三郎の逝去後「木村三郎窯」は閉業したが、現在は木村三郎の長男・木村元と、陶芸家である妻・木村文子が「木村陶苑」として窯業を継承している。
そして木村三郎の孫となる、２人の長男の木村晃基が「皆川マスの山水土瓶」を見直し現代に復刻させる活動を行い、次男である木村颯太が「自分好みの陶芸」を模索しながら作陶する陶芸家の道を歩み始めている。